# エスファハーンのジャーメ・モスク

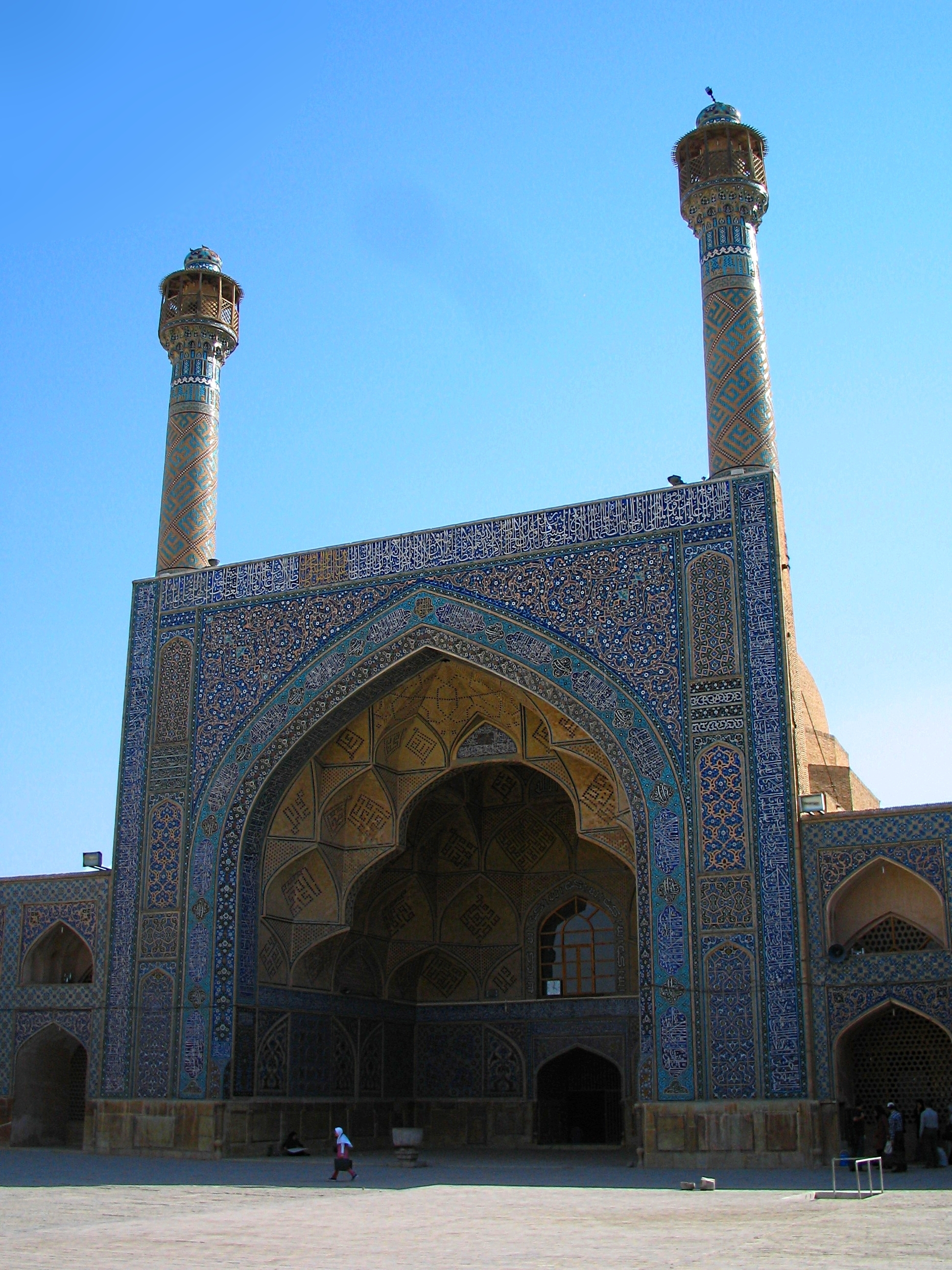
セルジューク朝時代に建てられた南のイーワーン。1121年から1220年ごろまでに南、東、西、北の順にそれぞれのイーワーンが建築されたと考えられており、それぞれ異なったスタイルを持つ。

エスファハーンのジャーメ・モスク（ペルシア語:  مسجد جامع اصفهان; Masjid-e-Jāme`-e Eṣfahān）は、イランのエスファハーンにある会衆のモスク。金曜モスク（ペルシア語:  مسجد جمعه; Masjid-e-Jom`eh）ともいう。771年に建築されたエスファハーンでもっとも古いモスクであり、絶え間無く建築活動が行われた結果、建物のどの部分がどの時代に建てられたのかすら特定が困難な複雑な歴史を持つ。イランにおけるモスク建築史を体現している建築物とも言え、イスラム建築研究者の石井昭は「建築様式の博物館である」と評している。イタリア中東研究所（IsMEO）が1970年代に発表した研究報告書を元に独自調査を行ったイスラーム美術史・文化史研究者のオレグ・グレーバー Oleg Graber は、エスファハーンのジャーメ・モスクは少なくともブワイフ朝時代、セルジューク朝時代、イルハン朝時代、ティムール朝時代、サファヴィー朝時代、アフシャール朝時代以降の6つの時期に区分し、分類できるとしている。ユネスコの世界遺産に登録されている。

## 立地
市の中心ギャーム広場の近くにある。約2キロメートル南方には同じく世界遺産のイマーム広場（旧名「王の広場」）や17世紀前半建造のイマーム・モスクがある。

## 歴史
エスファハーンのジャーメ・モスクは、771年にエスファハーンの別のモスクからミンバルをこの地に移送してきたことから始まる。最初期のモスクの形態については不明な部分も多く、考古学的な発掘調査によって煉瓦と木材を使用した古典的なモスクであったことが判明している程度である。
このモスクは約2世紀の間、小規模な修復を行いつつも大きな変容は無いままに使用がなされていたが、10世紀後半のブワイフ朝の時代になると、中庭に面した部分が最新の装飾技法を用いた焼き煉瓦で作り直され、建物の大幅な拡張が行われた。これによって教室、図書室、宿泊施設として使用される部分が出てきたほか、出入り口には2本の新しいミナレットが建てられた。この大きな変容は、シーア派であったブワイフ朝によって980年頃に建てられたジョルジール・モスクに感化され、スンナ派側がこれに対抗してモスクを大幅に拡張したものであるとモスクの編年を行ったグレーバーは分析しているが、決定的な確証は得られていない。
スンナ派のセルジューク朝の時代になると今日に残るジャーメ・モスクの基礎的な部分がほぼ完成する。この時期の特徴としては、南北のドームの建築と、中庭の4つのイーワーンの建築という2点が挙げられる。

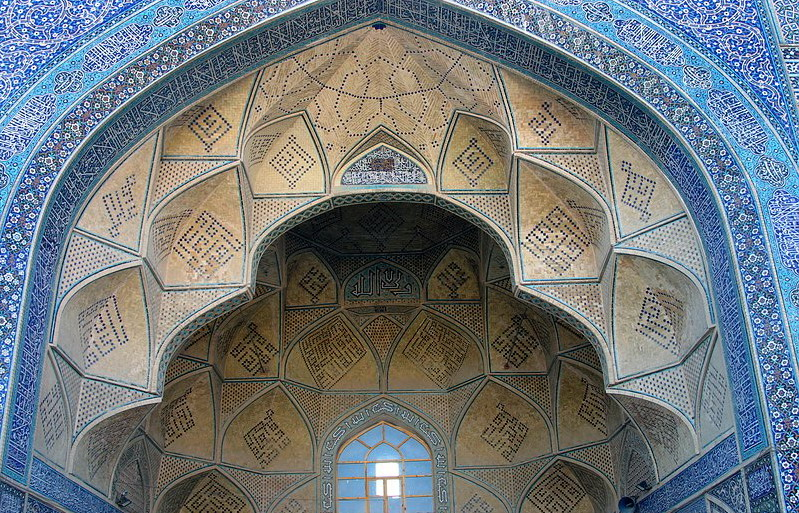
南のイーワーン

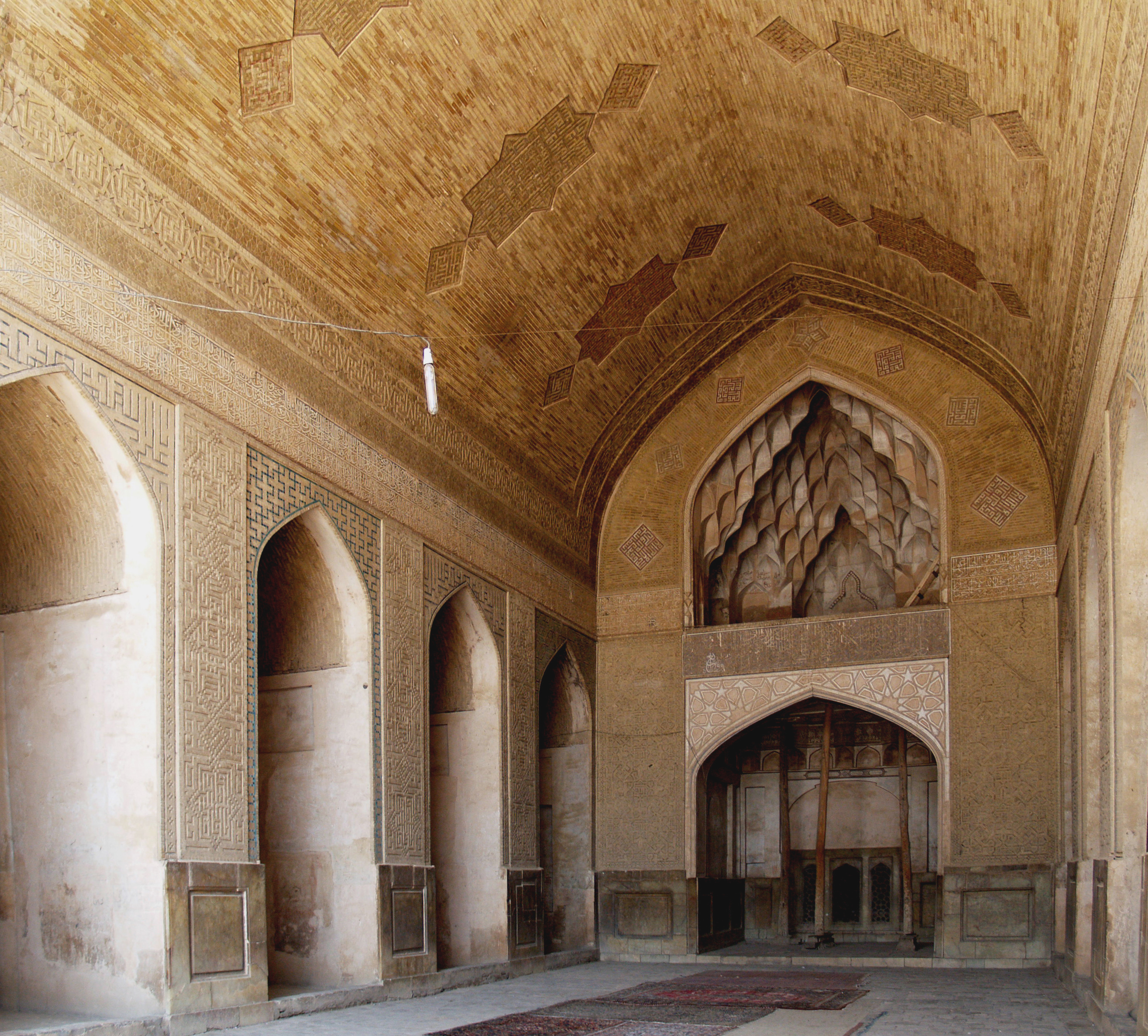
セルジューク朝時代に建てられた礼拝室

南のドームは1086年から1087年にかけてセルジューク朝第3代スルタンのマリク・シャーとその宰相ニザーム・アル=ムルクによって建てられたもので、高さ20メートル、直径10メートルという大きさは当時のイスラム世界では最大の規模を誇るドームであった。同時にイランにおける初の本格的なドームを備えたモスクとなり、建築史上においても大きな意味を持った。北のドームは1088年にニザーム・アル=ムルクの政敵であったタージュ・アル=ムルクによって建てられた。これらのドームはモスクからやや離れた場所に建設されたが、アンリ・スチールランはこの理由について、当初はモスクの中には建てられないスルタンの墓廟として建築がなされたと主張しているが、ドーム内にはそこが墓であったことを示す碑文などは見つかっていない。また、ゴンバデ・ハーキと呼ばれ、単一殻の煉瓦造りドームの最高傑作である。南のドームは12世紀前半頃に、北のドームは14世紀までにモスク本体に組み込まれ、現在の姿となっている。
多柱式の礼拝堂部分は、1120年にイスマール派の示威行動によって、木造陸屋根が焼失したため、煉瓦造りの小さなドームやヴォールトに架け替えられた。これの上をさらに厚い土の層で覆って、若干の凹凸のある陸屋根を作っている。
中庭に面した4つのイーワーンが建てられたのは1121年から1220年ごろにかけてであるが、建築過程やその理由についてはあまり明らかになっておらず、それぞれのスタイルや建築様式の差異から同時にではなく順番に建てられたものであると考えられている。また、建築されたものはそれまでのイスラム世界で見られた古典的なイーワーンスタイルではなく、建物との区別をつけるための四角い枠取りが行われた新しいスタイルのイーワーンであった。
マリク・シャー時代には、ギャーム広場に面してスルタンの宮殿や時刻を知らせる楽隊のための建物が建ち、広場の周囲はバザールとなっていた。また、宰相の名を冠したスンナ派イスラームの教義を教育研究するための施設（マドラサ）として建てられたニザーミーヤ学院が広場から少し離れた東方に所在していたという。
その後も13世紀から14世紀にかけてはモンゴル帝国、16世紀から17世紀にかけてはサファヴィー朝時代と手が加えられ、上述したように、さながら「イラン・イスラーム建築の博物館」の様相を呈している。

## 構造
キブラ方向を南から約30°西に振って軸を定めた縦長の中庭が55m×68m、建物の外側が85m×125mの広さを持ち、多柱式の礼拝室は、南側すなわちキブラ壁側に18本×7列、北側に18本×5本、その間の東西の壁側に3本×15列の焼成煉瓦造りの柱（ピア）を架けた、アラブ・古典様式の広大なモスクである。
このモスクには伝統的な形態を持った入り口が8つあり、南東の入り口は常時開設、その他の入り口は礼拝時間に開設される。他にも現在は使用されていないものや作業用の入り口、かつて利用された痕跡のある入り口などがある。内部には壁体やヴォールドで閉ざされた独立部分と、床面の高低で区分される半独立部分がある。独立部分としてはマドラサ、礼拝室（オルジェイトゥの礼拝所など）、シャベスターン、サファヴィー朝時代のドームなどがあり、半独立部分としては南北ドーム、4つのイーワーンなどがある。聖龕（ミヒラーブ）はサファヴィー朝時代、ムザッファル朝時代、イルハン朝時代のものなどが各所に計13箇所設けられている。
正方形の部屋に円形のドームを架構する方法とし、複雑なデザインの三つ葉型の「トロンプ」によって正八角形を創り、その上の16このアーチ形の小壁を経て、円形のドームの下端に移行させている。
４イーワーンは、同時に建設されたのではなく、南、東、西、北の順に作られ、左右の屋根よりも高くそびえた巨大な矩形の縁取りのあるファサードを持ち、しかも彩釉タイルによって装飾されている。中庭に面した部分は、美しく装飾を施しているが、側面や後ろ側には、見えるところでも装飾的な配慮はしていない。この表側のみを見栄えよくし、裏側には気を配らない手法は、イラン文化圏の建築に広く流行した。彩釉タイルは、２パターンあり、単色のタイル板を図柄の形に刻んだのち、貼り合わせるモザイク状のものと、数色を用いて図柄を描いた絵付けタイル状のものがある。前者は、美しいが手間と経費がかかるため、より目につく場所に使用されている。また、後者に書かれたアラビア文字は、聖典コーランを文様化したものである。
南、西、東イーワーンの半ドームには、小曲面を複雑に組み合わせ、持ち送り構造を持たせた独特の意匠ムカルナスが使用されている。しかしながら、このモスクのものは、時代も古く繊細とは言い難い。

## 世界遺産
エスファハーンのジャーメ・モスクは、2012年の第36回世界遺産委員会において、世界遺産（文化遺産）に登録された。

### 登録基準
この世界遺産は世界遺産登録基準のうち、以下の条件を満たし、登録された（以下の基準は世界遺産センター公表の登録基準からの翻訳、引用である）。
- (2) ある期間を通じてまたはある文化圏において、建築、技術、記念碑的芸術、都市計画、景観デザインの発展に関し、人類の価値の重要な交流を示すもの。